# Pramac Racing
Pramac Racing è una squadra motociclistica che partecipa alle competizioni del motomondiale.

## Storia

### MotoGP

#### Anni 2000

##### Gli inizi con Honda

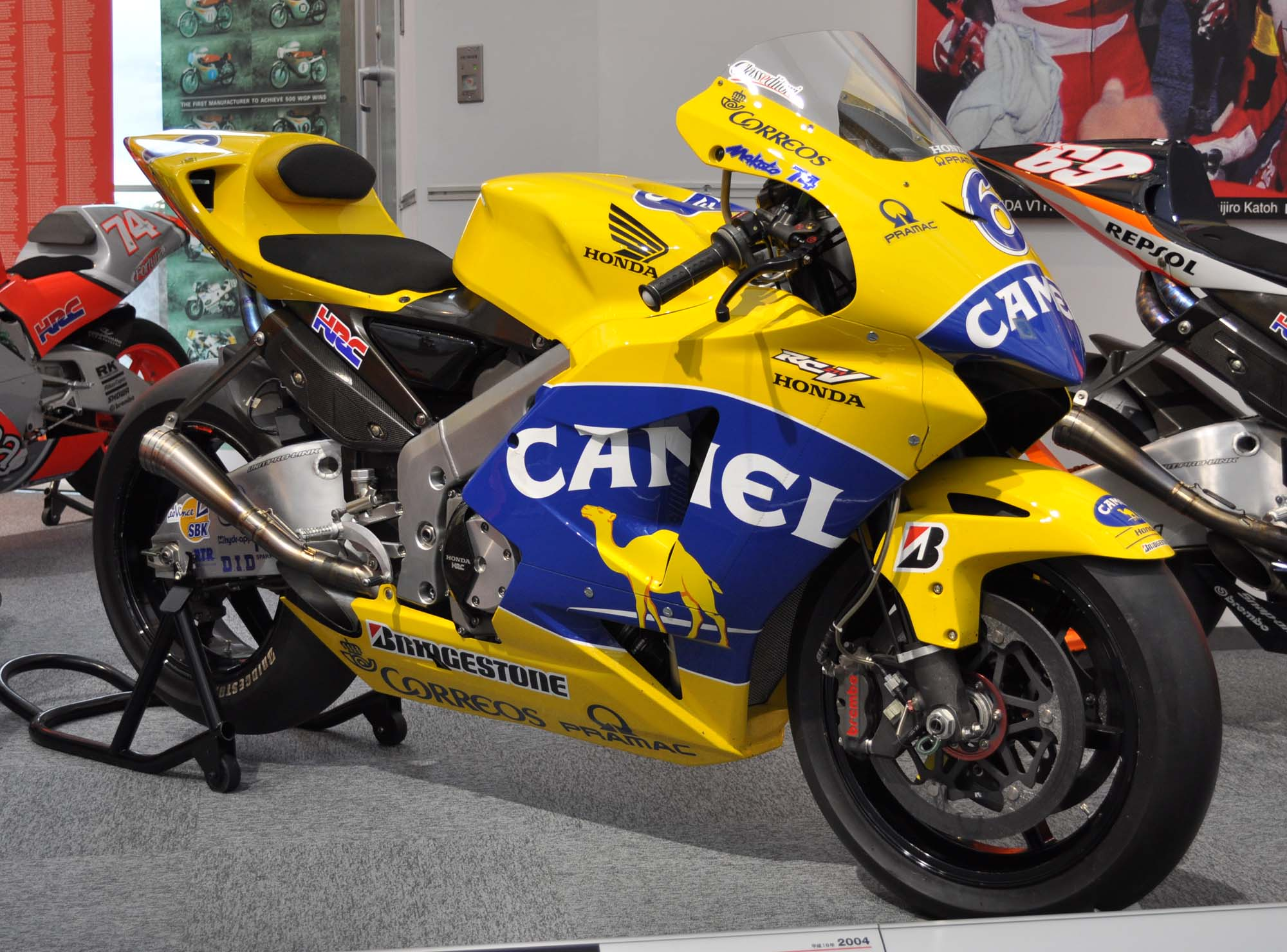
La Honda RC211V di Camel Honda affidata a Makoto Tamada nel 2004.

La squadra nasce nel 2002 quando Paolo Campinoti, dirigente dell'azienda di famiglia Pramac, produttrice di generatori e fornitrice tra gli altri di Honda, decide di rilevare il team australiano Hardwick Racing, che correva nella classe 500 del motomondiale e versava in difficili condizioni economiche.
Il debutto avviene nella stagione 2002, la prima dell'era MotoGP, col nome di Pramac Honda Racing e con Tetsuya Harada, a bordo di una NSR 500 gommata Dunlop. Nel 2003 l'impegno si sdoppia: la squadra Pramac Honda, seguita direttamente, schiera Makoto Tamada su una RC211V equipaggiata con pneumatici Bridgestone, e con cui nel Gran Premio di Rio il team della Valdelsa ottiene il primo podio della sua storia; viene inoltre supportato il team Camel Pramac Pons, che vede Max Biaggi e Tōru Ukawa correre con coperture Michelin.
Nel 2004 Pramac non si schiera come squadra a sé stante, ma segue esclusivamente il team di Sito Pons, sotto il nome di Camel Honda, in particolare con riferimento a Tamada che riesce a portare al successo per la prima volta gli pneumatici Bridgestone nella classe regina del motomondiale, mentre la moto del suo compagno di box, Biaggi, era equipaggiata con gomme Michelin.

##### Il passaggio a Ducati
Nel 2005 Pramac e il team d'Antín, quest'ultimo nato nel 1999 in Spagna per volontà dell'ex pilota Luis d'Antín, e che aveva gareggiato il primo anno nella classe 250 per poi passare dal 2000 alla 500, si uniscono in un'unica squadra, denominata D'Antin Pramac e con licenza sportiva spagnola, che partecipa alle competizioni con una Ducati Desmosedici condotta da Roberto Rolfo.

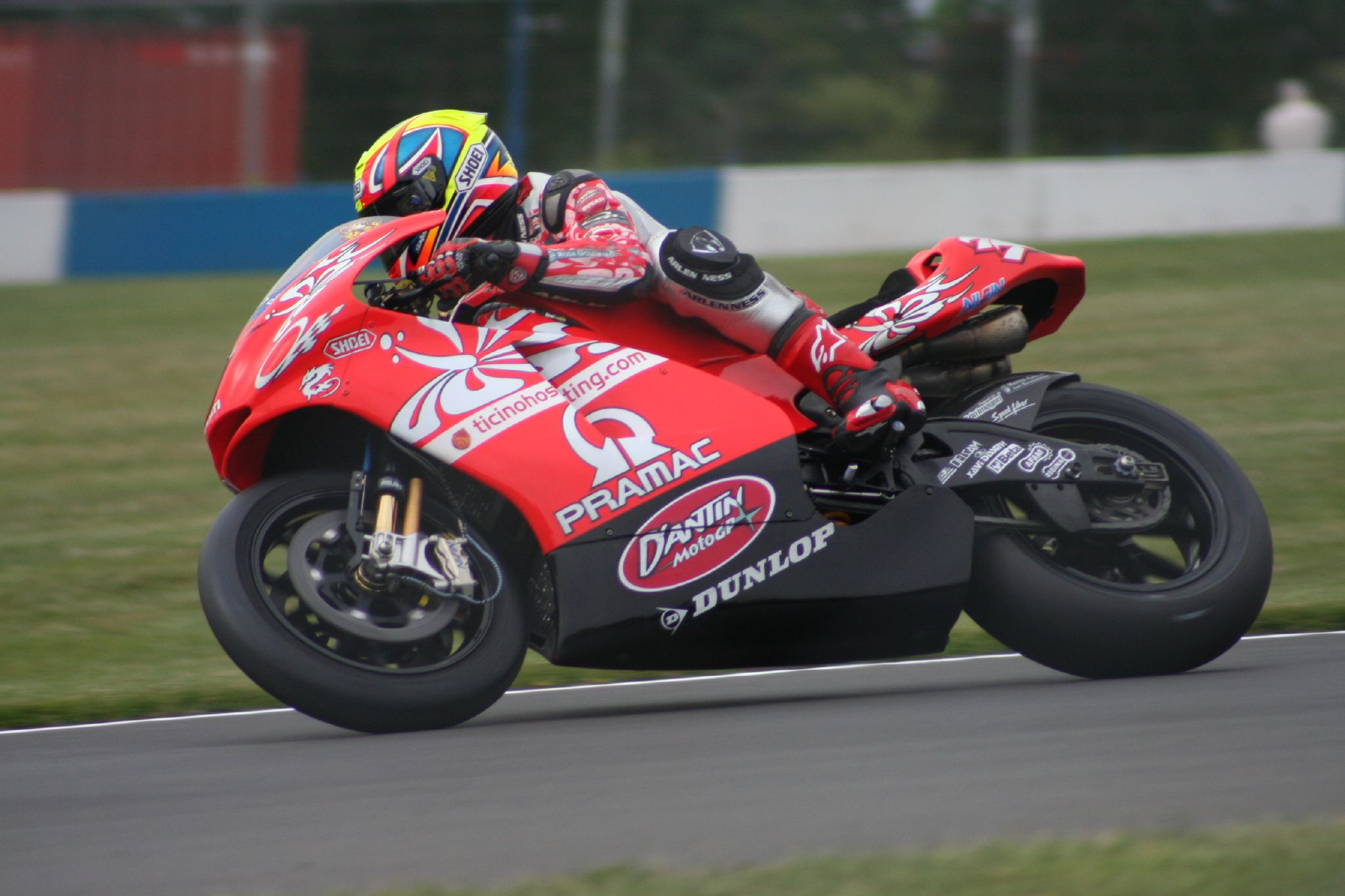
Roberto Rolfo, su Ducati Desmosedici di D'Antin Pramac, a Donington Park nel 2005.

L'anno seguente la partecipazione si allarga a due moto, affidate a Alex Hofmann e a José Luis Cardoso: il miglior risultato in gara della stagione è il decimo posto di Hofmann al Gran Premio di Catalogna. Nella stagione 2007 la squadra schiera quali piloti titolari Alex Barros e il riconfermato Hofmann, con il primo che ottiene un podio in stagione nel Gran Premio d'Italia, mentre il team si piazza al sesto posto nella classifica destinata alle squadre.
Per la stagione 2008 la denominazione della squadra diventa Alice Team per motivi di sponsor; i piloti sono Toni Elías e Sylvain Guintoli, con il primo che ottiene due podi consecutivi in occasione dei Gran Premi della Repubblica Ceca e di San Marino e della Riviera di Rimini. Nella classifica per team si classifica all'ottavo posto con 159 punti.
Sul piano logistico, nell'estate 2008 c'erano state le dimissioni di Luis d'Antín a stagione in corso, con conseguente riorganizzazione della squadra. Ciò fa sì che il successivo campionato 2009 segni una prima svolta nella storia del team: la denominazione torna ad essere Pramac Racing, con sede in Italia a Casole d'Elsa, e inoltre inizia a farsi più stretta la collaborazione con Ducati, di cui Pramac diventa il team clienti di riferimento. 

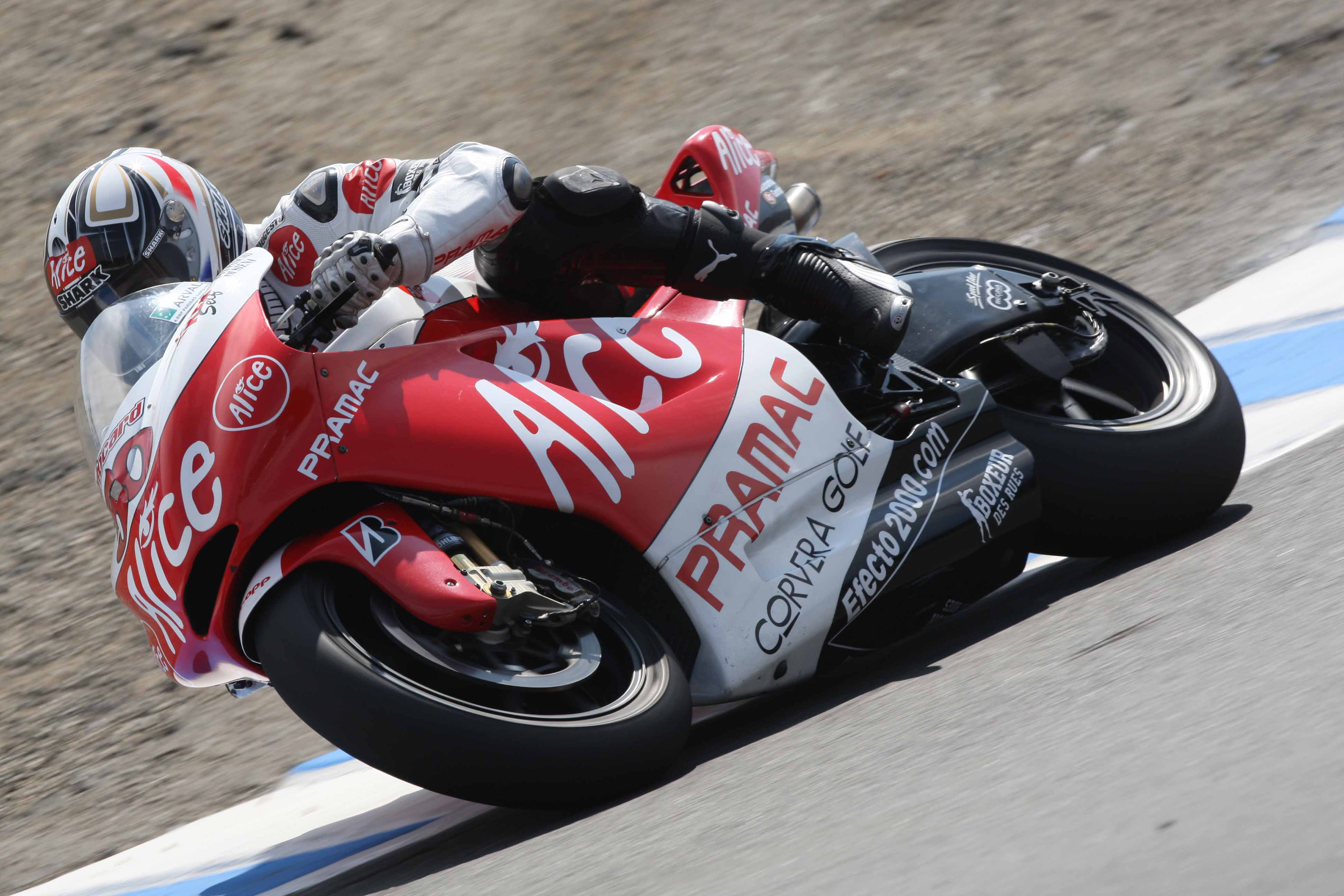
Sylvain Guintoli sulla Desmosedici di Alice Team a Laguna Seca nel 2008.

Nella circostanza vengono portati al debutto in MotoGP il finlandese Mika Kallio e Niccolò Canepa, collaudatore del team ufficiale; durante la stagione, alla guida della moto si alterna anche il catalano Aleix Espargaró per sostituire dapprima Kallio, prestato al team ufficiale per l'indisponibilità di Casey Stoner, e, negli ultimi Gran Premi dell'anno, al posto di Canepa a sua volta infortunatosi. Kallio è il miglior esordiente dell'anno, battendo il compagno di box oltreché Yūki Takahashi. Nella classifica team si ripete la posizione dell'anno precedente con 108 punti.

#### Anni 2010
Per il 2010 i piloti designati sono il confermato Kallio ed Espargaró, con il finlandese che lascia il posto negli ultimi due Gran Premio a Carlos Checa; la stagione si conclude con un settimo posto di Kallio quale miglior risultato. Anche nella classifica per team la posizione resta, per il terzo anno di seguito, l'ottava. Nel 2011 i piloti sono invece Loris Capirossi, che torna a guidare una Ducati dopo tre stagioni con la Suzuki, e Randy de Puniet; il miglior risultato in gara è un sesto posto di quest'ultimo in Australia, mentre la squadra si classifica in sesta posizione, con 92 punti. Nel 2012 il team schiera una sola moto, affidata a Héctor Barberá. Il pilota iberico conquista in dieci occasioni la top 10 della classifica, ottenendo come miglior risultato il 7º posto in Malesia e partendo dalla 3ª posizione al Mugello.

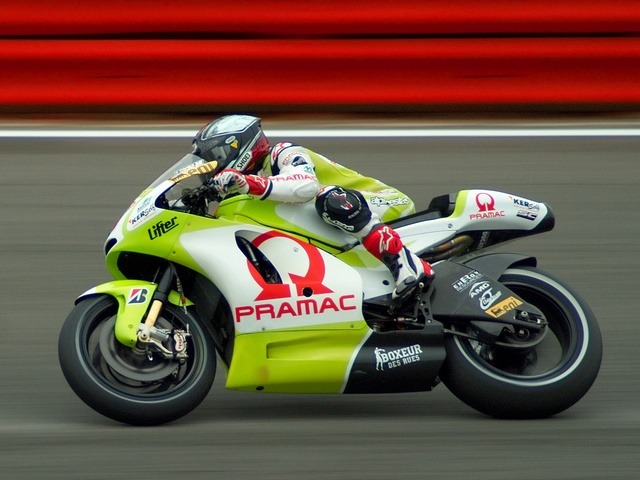
Mika Kallio sulla Desmosedici di Pramac Racing a Silverstone nel 2010.

Nel 2013 arriva una seconda svolta per Pramac, che diventa factory supported team di Ducati, ovvero non più una semplice squadra clienti bensì un team satellite che gode di assistenza, materiali e sviluppi al pari della squadra ufficiale di Borgo Panigale: da qui al successivo decennio, il team di Casole d'Elsa diverrà una realtà capace di lottare alla pari con i vari factory team del motomondiale.
Per il campionato 2013 le moto Pramac vengono affidate ad Andrea Iannone e Ben Spies; a causa dell'infortunio di quest'ultimo alla spalla, nel corso della stagione vengono chiamati a sostituirlo dapprima Michele Pirro e poi Alex De Angelis. Data l'indisponibilità di Spies a rientrare dopo l'infortunio, il team si affida a Yonny Hernández per le ultime cinque gare della stagione. La squadra chiude la stagione al 8º posto in classifica team con 121 punti. Nel 2014, accanto al confermato Iannone viene schierato il colombiano Yonny Hernández: le prestazioni migliorano leggermente rispetto all'anno precedente, il team infatti si classifica al sesto posto con 155 punti, e inoltre Iannone sfiora la pole position al Gran Premio della Comunità Valenciana, battuto da Valentino Rossi.

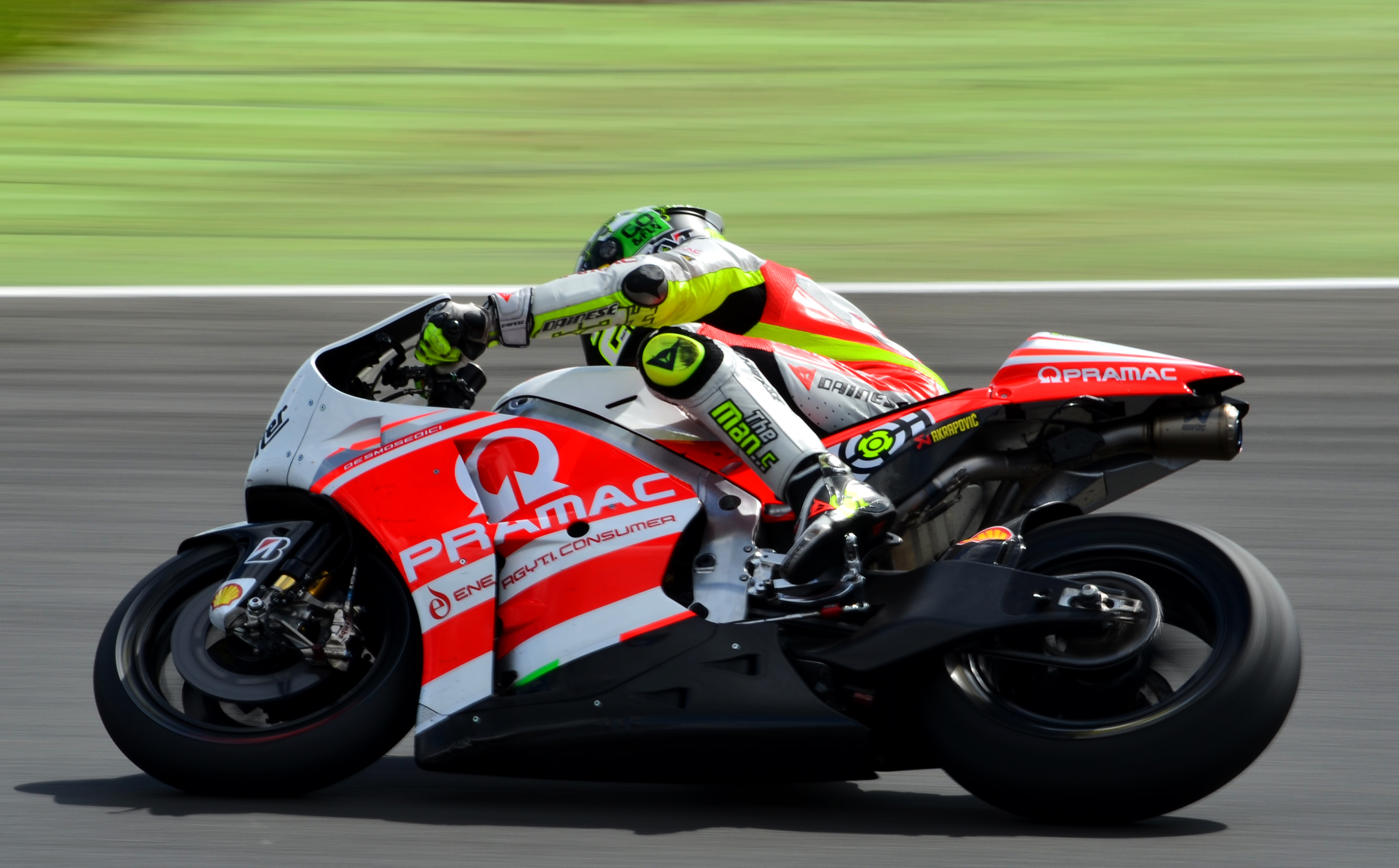
Andrea Iannone sulla Desmosedici di Pramac Racing a Silverstone nel 2014.

Nel 2015 Iannone passa al team ufficiale Ducati, lasciando libero un posto in Pramac che viene rilevato da un altro italiano: Danilo Petrucci, proveniente dal team IodaRacing. L'altra moto è affidata al confermato Hernández. Il 30 agosto 2015, in occasione del Gran Premio di Gran Bretagna, Petrucci, partito dalla 18ª posizione dello schieramento, riesce a risalire fino al secondo posto, arrivando a poco più di un secondo dal vincitore Rossi: con questo risultato, Petrucci riporta il team Pramac sul podio di una gara del motomondiale a distanza di sette anni dal precedente piazzamento della squadra, risalente al terzo posto di Elías a Misano Adriatico.
Nel 2016, riconfermato Petrucci, l'altra moto viene affidata Scott Redding. Proprio con il britannico, il team ottiene l'unico podio stagionale in occasione del Gran Premio d'Olanda. Nel 2017 la squadra schiera gli stessi piloti della stagione precedente. Nel corso del campionato, che si conclude col quinto posto tra i team, Petrucci ottiene quattro piazzamenti a podio. Nel 2018, al confermato Petrucci viene affiancato Jack Miller. L'australiano ottiene la pole in Argentina, mentre l'italiano giunge sul podio in Francia. La stagione si conclude, come la precedente, con il quinto posto nella classifica team.

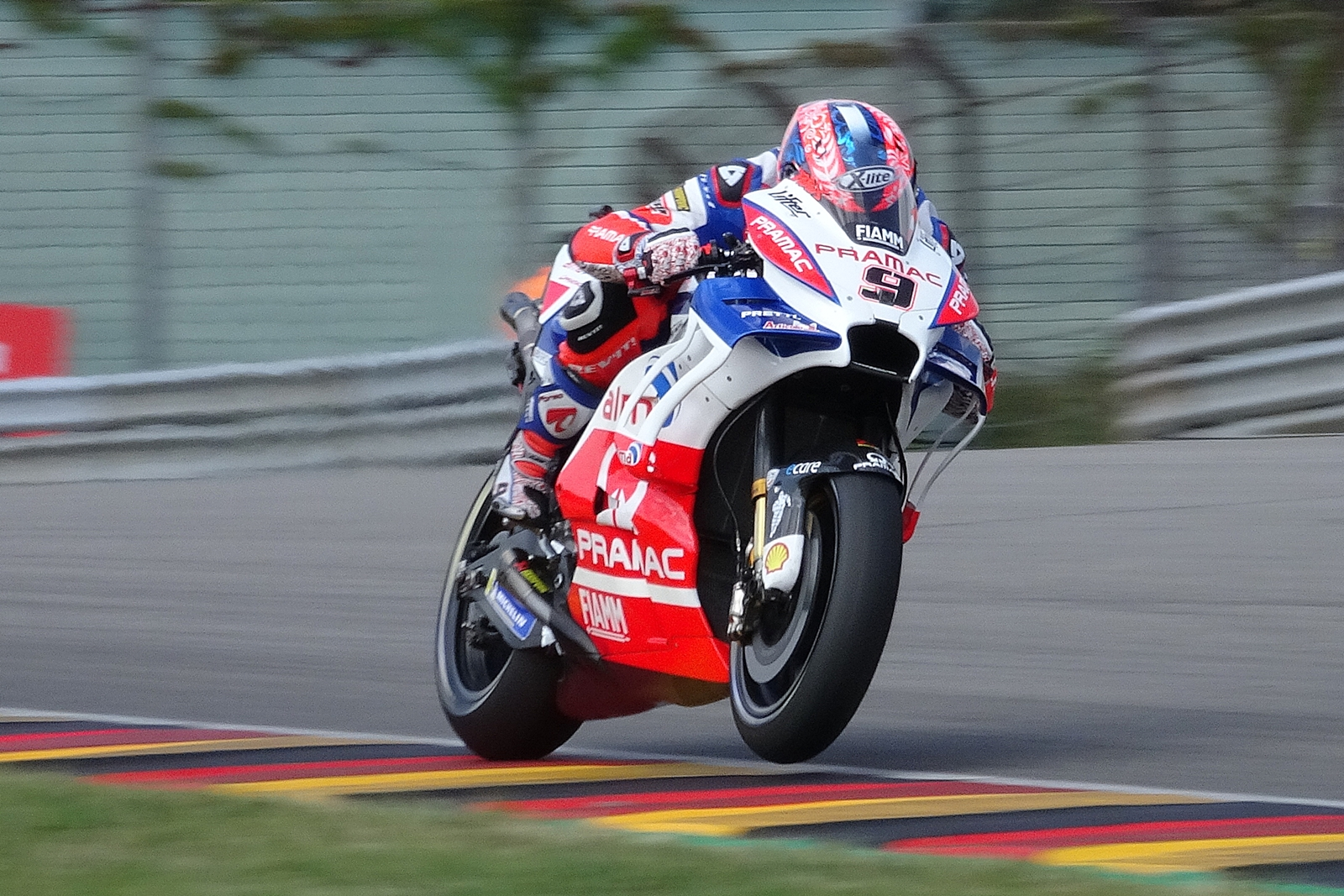
Danilo Petrucci sulla Desmosedici di Alma Pramac Racing al Sachsenring nel 2018.

Nella stagione 2019 la squadra schiera il riconfermato Miller e Francesco Bagnaia, campione uscente della classe Moto2. Miller ottiene cinque terzi posti in stagione, mentre l'esordiente Bagnaia ottiene come miglior risultato un quarto posto nel Gran Premio d'Australia, contribuendo a portare Pramac al sesto posto nella classifica team.

#### Anni 2020
Nella stagione 2020 la squadra schiera ancora la coppia Miller-Bagnaia, che conquistano vari piazzamenti a podio contribuendo alla vittoria del titolo costruttori da parte di Ducati.

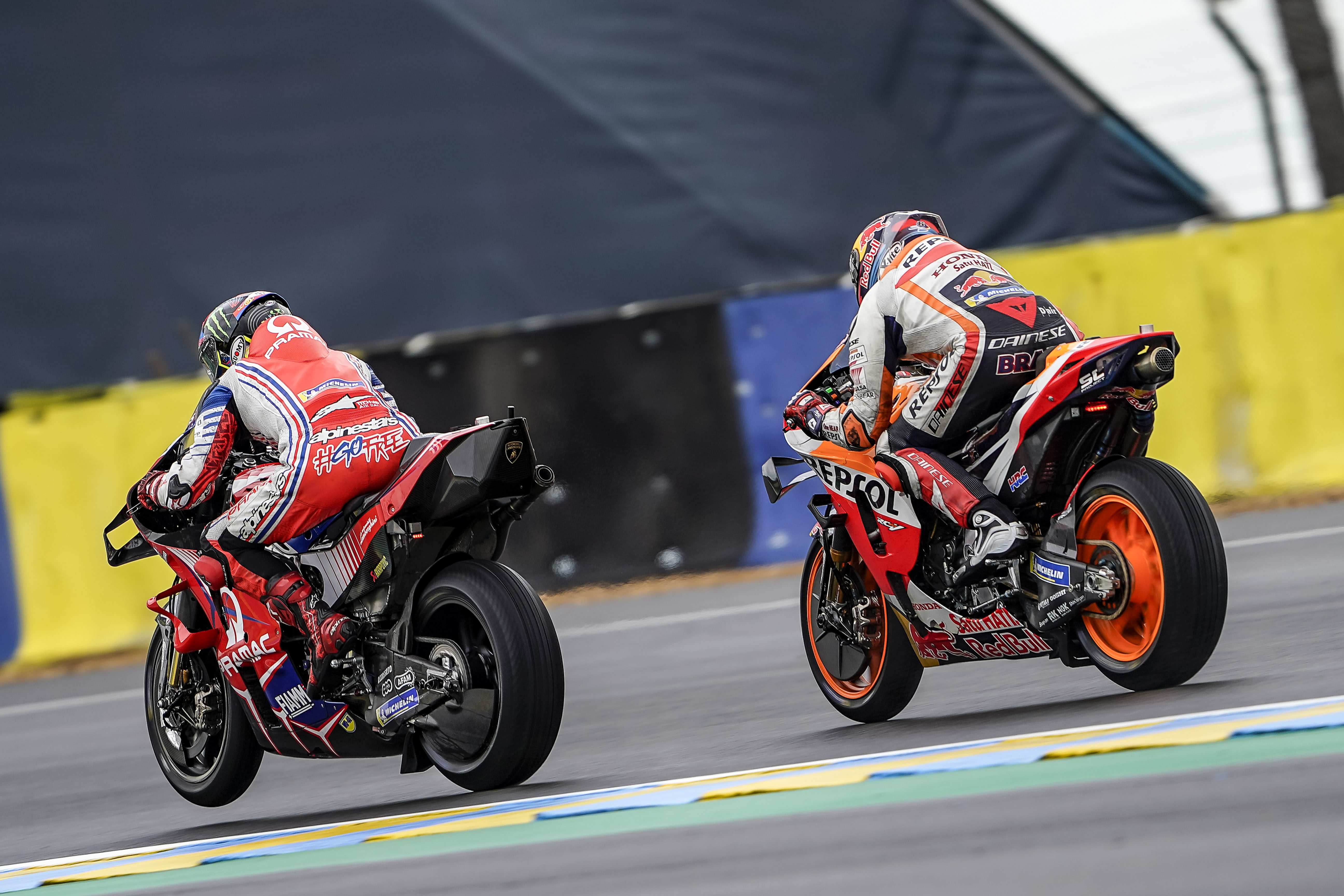
Da sinistra: Francesco Bagnaia, sulla Desmosedici di Pramac Racing, precede Stefan Bradl di Repsol Honda a Le Mans nel 2020.

Nel 2021, con la coppia Miller-Bagnaia migrata nella squadra ufficiale Ducati, i manubri di Pramac passano a Johann Zarco e al rookie Jorge Martín; quest'ultimo, a causa di un infortunio rimediato nelle prove libere del Gran Premio del Portogallo, venne sostituito da Esteve Rabat negli appuntamenti di Spagna e Francia, e da Michele Pirro al Mugello. Nel Gran Premio di Stiria, Pramac ottenne la sua prima vittoria in MotoGP proprio con Martín, dopo che lo spagnolo aveva già centrato la pole. La stagione si chiuse al quarto posto nella classifica team, contribuendo alla riconferma di Ducati nel mondiale costruttori; inoltre Zarco primeggia nella classifica riservata ai piloti dei team indipendenti, e Martín in quella dei rookie.
Nel campionato 2022, confermata la coppia di piloti, Zarco parte dalla prima casella della griglia in Portogallo e sale quattro volte sul podio, classificandosi all'ottavo posto; Martín fa segnare cinque pole e sale quattro volte sul podio, classificandosi nuovamente al nono posto. La squadra, divenuta Prima Pramac Racing, chiude al quarto posto nella classifica team.

##### Il titolo team 2023

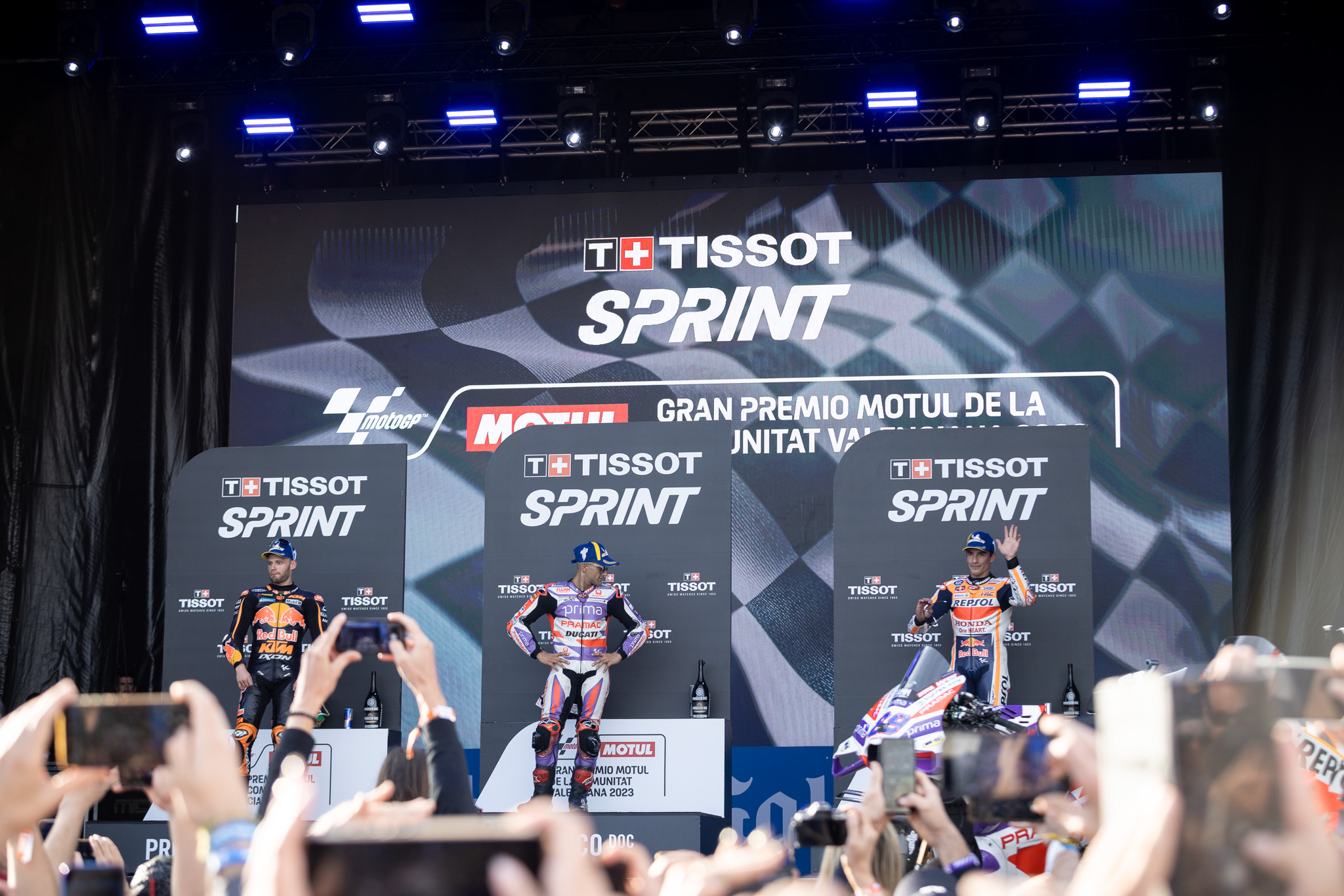
Jorge Martín vince per Prima Pramac Racing la gara Sprint di Valencia nel 2023.

Dal 2023, con l'arrivo di Gino Borsoi quale team manager, Pramac fa un ulteriore salto di qualità, stabilizzandosi definitivamente ai vertici della MotoGP. La terza stagione della coppia Zarco-Martín vede il francese vincere il suo primo Gran Premio in top class, in Australia, mentre lo spagnolo s'impone all'attenzione con 13 vittorie – in coincidenza con l'introduzione delle gare Sprint nel sabato precedente i Gran Premi – e rimane in corsa per il titolo piloti, contro Bagnaia del factory team Ducati, fino all'ultima gara a Valencia.
Al termine del campionato Pramac, con 653 punti, sopravanza anche la squadra ufficiale di Borgo Panigale e vince la classifica team, risultando la prima squadra indipendente a raggiungere questo traguardo.

##### Il titolo piloti 2024 con Martín

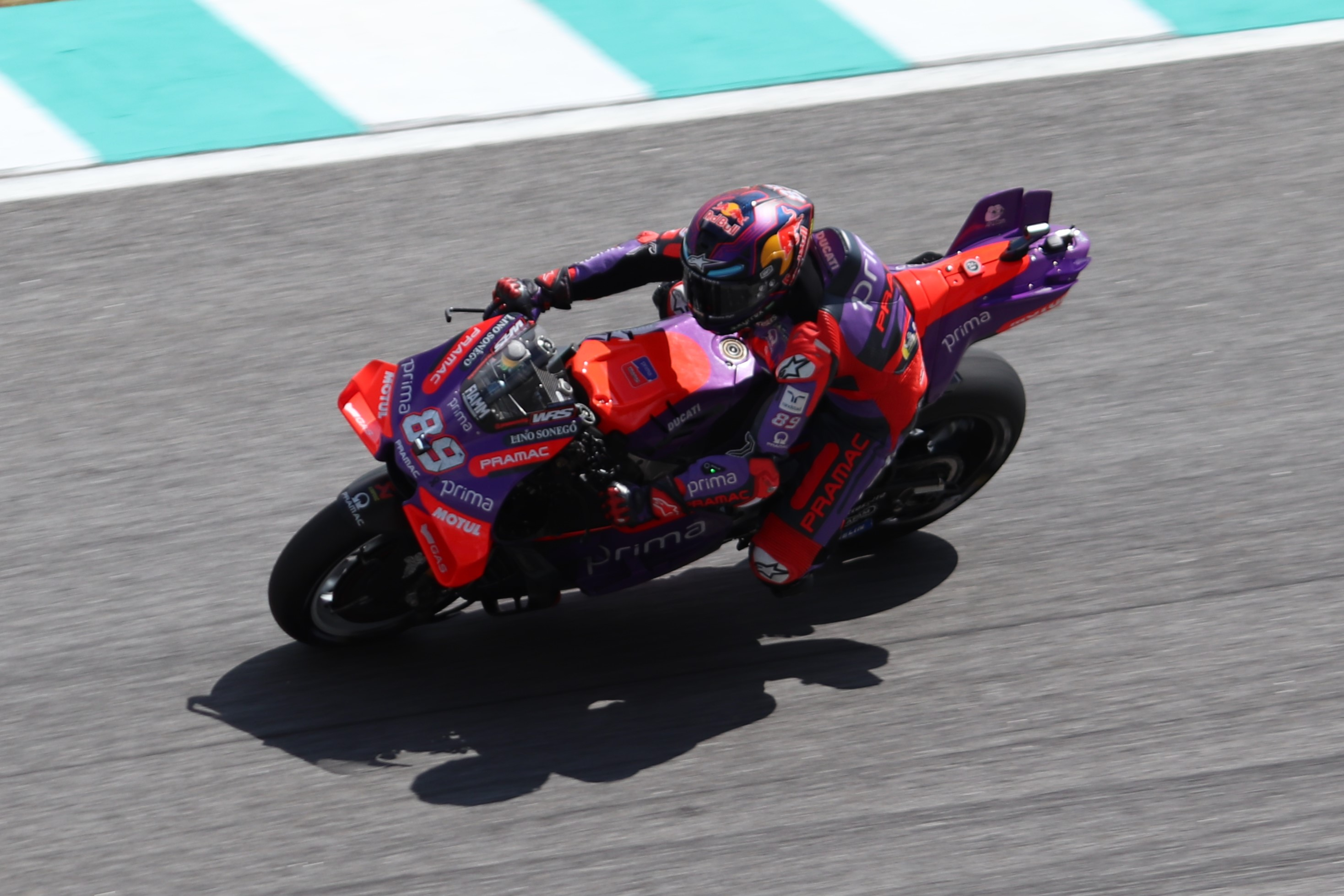
Martín sulla Desmosedici di Prima Pramac Racing a Sepang, nella vittoriosa stagione 2024.

Per la stagione 2024, accanto al confermato Martín arriva in Pramac l'italiano Franco Morbidelli. La squadra di Casole d'Elsa, quest'anno, lotta fin dal principio per la leadership mondiale con Martín il quale, rispetto all'annata precedente, incamera meno vittorie (10, di cui solo 3 dei Gran Premi) ma palesa una migliore costanza di rendimento (16 piazze d'onore) rispetto al suo diretto rivale, ancora Bagnaia del team ufficiale Ducati: proprio questo è l'elemento decisivo che porta lo spagnolo al titolo iridato, il primo per Pramac nella sua storia e in generale per un pilota di un team indipendente nell'era MotoGP – l'ultimo precedente in classe regina risaliva alla vittoria di Rossi con il team Nastro Azzurro Honda nel 2001, nell'allora classe 500.
Non viene bissato l'alloro nella classifica per squadre, chiusa al secondo posto dietro al factory team di Borgo Panigale. Proprio questa stagione, la più gloriosa nella storia della realtà toscana, segna l'epilogo del rapporto ventennale tra Pramac e Ducati.

##### Il passaggio a Yamaha
Dalla stagione 2025 Pramac inizia una nuova collaborazione tecnica con Yamaha, di cui la squadra toscana diventa second factory team venendo quindi equiparata alla struttura ufficiale di Iwata: con Martín migrato in Aprilia, le nuove YZR-M1 sono affidate all'australiano Jack Miller, che fa ritorno in Pramac dopo un lustro, e al portoghese Miguel Oliveira.

### MotoE
Pramac Racing partecipa all'edizione inaugurale della Coppa del Mondo della classe MotoE, schierando due Energica Ego affidate all'australiano Joshua Hook e Alex De Angelis, che chiudono la stagione rispettivamente al tredicesimo e settimo posto in classifica. Miglior risultato stagionale è la pole position conquistata da De Angelis nel Gran Premio di Misano. Nel 2020 Pramac Racing continua con i due piloti dell'anno prima, Hook e De Angelis che chiudono la stagione all'ottavo e quattordicesimo posto.
Per il 2021, vennero ingaggiati Alessandro Zaccone e Yonny Hernández in sostituzione del ritirato De Angelis e il rinunciatario Hook, che scelse il mondiale endurance vista la sovrapposizione del calendario con quello del motomondiale. Durante la prima gara della stagione nel GP di Spagna a Jerez, Alessandro Zaccone e la squadra vinsero la loro prima gara in MotoE, che fu la prima vittoria in assoluto nel motomondiale della Pramac. Dopo essere stato al comando della classifica per gran parte della stagione, complice un infortunio nell'ultimo Gran Premio, Zaccone chiuse al quinto posto mentre Hernández chiuse decimo. Nel 2022 la coppia di piloti è composta da Kevin Manfredi e Xavi Forés che si piazzano rispettivamente al dodicesimo e quattordicesimo posto in classifica. Nel 2023 il team cambia entrambi i pilotiː schiera infatti l'esordiente Esteve Rabat e Luca Salvadori. Salvadori è costretto a saltare gli ultimi tre Gran Premi per infortunio venendo sostituito da Óscar Gutiérrez e Andrea Migno. Rabat chiude la stagione al quattordicesimo posto e Salvadori al diciassettesimo. La prima edizione della classifica a squadre vede Pramac chiudere al nono posto.

## Risultati nel motomondiale
Il punteggio finale è dato dalla somma dei punti ottenuti da piloti titolari e sostitutivi e la posizione finale si riferisce al team e non al costruttore.
| Anno | Moto         | Gomme | Piloti         |    |    |    |     |    |    |    |    |     |    |    |    |    |     |    |    |  |  |  |  |  |  | Punti | Pos. |
| ---- | ------------ | ----- | -------------- | -- | -- | -- | --- | -- | -- | -- | -- | --- | -- | -- | -- | -- | --- | -- | -- |  |  |  |  |  |  | ----- | ---- |
| 2002 | Honda NSR500 | D     | Tetsuya Harada | 11 | 12 | 10 | Rit | 10 | 13 | 13 | 11 | Rit | 15 | 10 | 13 | 15 | Rit | 14 | 14 |  |  |  |  |  |  | 47    | 11º  |

| Anno | Moto         | Gomme | Piloti        |     |    |   |     |   |   |    |    |    |   |    |   |    |    |    |    |  |  |  |  |  |  | Punti | Pos. |
| ---- | ------------ | ----- | ------------- | --- | -- | - | --- | - | - | -- | -- | -- | - | -- | - | -- | -- | -- | -- |  |  |  |  |  |  | ----- | ---- |
| 2003 | Honda RC211V | B     | Makoto Tamada | Rit | 14 | 6 | Rit | 4 | 7 | 16 | 13 | 13 | 9 | 10 | 3 | SQ | 10 | 10 | 10 |  |  |  |  |  |  | 87    | 9º   |

| Anno | Moto               | Gomme | Piloti        |    |    |    |    |    |    |    |     |    |    |    |     |    |    |    |    |     |  |  |  |  |  | Punti | Pos. |
| ---- | ------------------ | ----- | ------------- | -- | -- | -- | -- | -- | -- | -- | --- | -- | -- | -- | --- | -- | -- | -- | -- | --- |  |  |  |  |  | ----- | ---- |
| 2005 | Ducati Desmosedici | D     | Roberto Rolfo | 15 | 13 | 16 | 15 | 17 | 14 | 18 | Rit | 10 | 14 | 17 | Rit | 13 | 12 | 13 | 16 | Rit |  |  |  |  |  | 25    | 10º  |

| Anno | Moto               | Gomme | Piloti            |     |    |     |    |     |     |    |    |     |     |    |     |    |    |     |    |     |  |  |  |  |  | Punti | Pos. |
| ---- | ------------------ | ----- | ----------------- | --- | -- | --- | -- | --- | --- | -- | -- | --- | --- | -- | --- | -- | -- | --- | -- | --- |  |  |  |  |  | ----- | ---- |
| 2006 | Ducati Desmosedici | D     | Alex Hofmann      | 15  | 15 | 16  | 15 | 13  | Rit | 10 |    |     | Rit | 14 |     | 15 | 13 | 16  | 11 | Rit |  |  |  |  |  | 33    | 11º  |
| 2006 | Ducati Desmosedici | D     | José Luis Cardoso | Rit | 16 | Rit | 17 | Rit | 17  | 11 | 17 | 15  | 14  | 16 | Rit | 17 | 17 | Rit | 14 | Rit |  |  |  |  |  | 33    | 11º  |
| 2006 | Ducati Desmosedici | D     | Iván Silva        |     |    |     |    |     |     |    | 16 | Rit |     |    | 18  |    |    |     |    |     |  |  |  |  |  | 33    | 11º  |

| Anno | Moto               | Gomme | Piloti        |    |    |   |    |     |    |    |   |   |     |     |     |     |     |    |     |    |    |  |  |  |  | Punti | Pos. |
| ---- | ------------------ | ----- | ------------- | -- | -- | - | -- | --- | -- | -- | - | - | --- | --- | --- | --- | --- | -- | --- | -- | -- |  |  |  |  | ----- | ---- |
| 2007 | Ducati Desmosedici | B     | Alex Barros   | 9  | 11 | 4 | 14 | Rit | 3  | 8  | 7 | 7 | Rit | 9   | 9   | Rit | Rit | 8  | 5   | 12 | 7  |  |  |  |  | 181   | 6º   |
| 2007 | Ducati Desmosedici | B     | Alex Hofmann  | 11 | SQ | 9 | 9  | 5   | 11 | 13 | 9 | 8 | 9   | Inf | Inf | 11  | Rit |    |     |    |    |  |  |  |  | 181   | 6º   |
| 2007 | Ducati Desmosedici | B     | Shin'ichi Itō |    |    |   |    |     |    |    |   |   |     |     |     |     |     | 15 |     |    |    |  |  |  |  | 181   | 6º   |
| 2007 | Ducati Desmosedici | B     | Chaz Davies   |    |    |   |    |     |    |    |   |   |     | 16  |     |     |     |    | Rit | 17 | NP |  |  |  |  | 181   | 6º   |
| 2007 | Ducati Desmosedici | B     | Iván Silva    |    |    |   |    |     |    |    |   |   |     |     | 16  |     |     |    |     |    |    |  |  |  |  | 181   | 6º   |

| Anno | Moto               | Gomme | Piloti           |    |    |    |    |    |    |    |    |    |    |    |    |    |    |    |    |    |    |  |  |  |  | Punti | Pos. |
| ---- | ------------------ | ----- | ---------------- | -- | -- | -- | -- | -- | -- | -- | -- | -- | -- | -- | -- | -- | -- | -- | -- | -- | -- |  |  |  |  | ----- | ---- |
| 2008 | Ducati Desmosedici | B     | Toni Elías       | 14 | 15 | 12 | 8  | 11 | 12 | SQ | 11 | 12 | 12 | 7  | 2  | 3  | 12 | 16 | 11 | 15 | 18 |  |  |  |  | 159   | 8º   |
| 2008 | Ducati Desmosedici | B     | Sylvain Guintoli | 15 | 16 | 14 | 15 | 13 | 11 | 13 | 13 | 10 | 6  | 12 | 12 | 11 | 7  | 14 | 14 | 13 | 12 |  |  |  |  | 159   | 8º   |

| Anno | Moto               | Gomme | Piloti          |    |    |     |     |    |    |     |     |    |    |     |     |    |     |    |     |     |  |  |  |  |  | Punti | Pos. |
| ---- | ------------------ | ----- | --------------- | -- | -- | --- | --- | -- | -- | --- | --- | -- | -- | --- | --- | -- | --- | -- | --- | --- |  |  |  |  |  | ----- | ---- |
| 2009 | Ducati Desmosedici | B     | Mika Kallio     | 8  | 8  | Rit | Rit | 13 | 9  | Rit | Inf | 14 | 10 |     |     |    | Rit | 9  | 10  | 9   |  |  |  |  |  | 108   | 8º   |
| 2009 | Ducati Desmosedici | B     | Niccolò Canepa  | 17 | 14 | 16  | 15  | 9  | 16 | 14  | 12  | 12 | 8  | 12  | Rit | 13 | 13  | NQ | Inf | Inf |  |  |  |  |  | 108   | 8º   |
| 2009 | Ducati Desmosedici | B     | Michel Fabrizio |    |    |     |     |    |    |     |     |    |    | Rit |     |    |     |    |     |     |  |  |  |  |  | 108   | 8º   |
| 2009 | Ducati Desmosedici | B     | Aleix Espargaró |    |    |     |     |    |    |     |     |    |    |     | 13  | 11 |     |    | 11  | 13  |  |  |  |  |  | 108   | 8º   |

| Anno | Moto               | Gomme | Piloti          |     |    |    |     |    |    |     |     |     |     |     |     |    |    |     |    |     |    |  |  |  |  | Punti | Pos. |
| ---- | ------------------ | ----- | --------------- | --- | -- | -- | --- | -- | -- | --- | --- | --- | --- | --- | --- | -- | -- | --- | -- | --- | -- |  |  |  |  | ----- | ---- |
| 2010 | Ducati Desmosedici | B     | Aleix Espargaró | Rit | 15 | 9  | 8   | 10 | 10 | Rit | Rit | Rit | 12  | 9   | 11  | 10 | 14 | Rit | 8  | Rit | 11 |  |  |  |  | 109   | 8º   |
| 2010 | Ducati Desmosedici | B     | Mika Kallio     | Rit | 7  | 13 | Rit | 13 | 11 | 12  | Rit | 9   | Rit | Rit | Rit | 14 | 15 | 12  | 11 |     |    |  |  |  |  | 109   | 8º   |
| 2010 | Ducati Desmosedici | B     | Carlos Checa    |     |    |    |     |    |    |     |     |     |     |     |     |    |    |     |    | Rit | 15 |  |  |  |  | 109   | 8º   |

| Anno | Moto               | Gomme | Piloti           |     |     |    |     |     |    |     |     |     |    |    |     |     |     |     |   |    |     |  |  |  |  | Punti | Pos. |
| ---- | ------------------ | ----- | ---------------- | --- | --- | -- | --- | --- | -- | --- | --- | --- | -- | -- | --- | --- | --- | --- | - | -- | --- |  |  |  |  | ----- | ---- |
| 2011 | Ducati Desmosedici | B     | Loris Capirossi  | Rit | 11  | 12 | Rit | 9   | 10 | NP  | Inf | Inf | 12 | 13 | Rit | Rit | Rit | Inf | 9 | AN | 9   |  |  |  |  | 92    | 6º   |
| 2011 | Ducati Desmosedici | B     | Randy de Puniet  | Rit | Rit | 10 | Rit | Rit | 12 | Rit | 14  | 13  | NP | 12 | 8   | 14  | 12  | 10  | 6 | AN | Rit |  |  |  |  | 92    | 6º   |
| 2011 | Ducati Desmosedici | B     | Sylvain Guintoli |     |     |    |     |     |    |     |     | 17  |    |    |     |     |     |     |   |    |     |  |  |  |  | 92    | 6º   |
| 2011 | Ducati Desmosedici | B     | Damian Cudlin    |     |     |    |     |     |    |     |     |     |    |    |     |     |     | Rit |   |    |     |  |  |  |  | 92    | 6º   |

| Anno | Moto               | Gomme | Piloti         |   |    |    |   |    |    |   |   |   |     |     |     |     |    |    |   |    |     |  |  |  |  | Punti | Pos. |
| ---- | ------------------ | ----- | -------------- | - | -- | -- | - | -- | -- | - | - | - | --- | --- | --- | --- | -- | -- | - | -- | --- |  |  |  |  | ----- | ---- |
| 2012 | Ducati Desmosedici | B     | Héctor Barberá | 9 | 10 | 10 | 9 | 11 | 10 | 7 | 9 | 9 | Inf | Inf | Inf | Rit | 12 | 10 | 7 | 12 | Rit |  |  |  |  | 93    | 8º   |
| 2012 | Ducati Desmosedici | B     | Toni Elías     |   |    |    |   |    |    |   |   |   | Rit | 11  | 11  |     |    |    |   |    |     |  |  |  |  | 93    | 8º   |

| Anno | Moto               | Gomme | Piloti          |    |    |     |    |    |     |    |    |     |    |    |    |     |    |     |    |    |     |  |  |  |  | Punti | Pos. |
| ---- | ------------------ | ----- | --------------- | -- | -- | --- | -- | -- | --- | -- | -- | --- | -- | -- | -- | --- | -- | --- | -- | -- | --- |  |  |  |  | ----- | ---- |
| 2013 | Ducati Desmosedici | B     | Ben Spies       | 10 | 13 |     |    | NP |     |    |    |     | NP |    |    |     |    |     |    |    |     |  |  |  |  | 121   | 8º   |
| 2013 | Ducati Desmosedici | B     | Michele Pirro   |    |    |     | 8  |    | 10  | 14 | 10 |     |    | 12 | 12 | 10  |    |     |    |    |     |  |  |  |  | 121   | 8º   |
| 2013 | Ducati Desmosedici | B     | Alex De Angelis |    |    |     |    |    |     |    |    | 11  |    |    |    |     |    |     |    |    |     |  |  |  |  | 121   | 8º   |
| 2013 | Ducati Desmosedici | B     | Yonny Hernández |    |    |     |    |    |     |    |    |     |    |    |    |     | 12 | 10  | 13 | 15 | Rit |  |  |  |  | 121   | 8º   |
| 2013 | Ducati Desmosedici | B     | Andrea Iannone  | 9  | 10 | Rit | 11 | 13 | Rit | 13 | NP | Inf | 11 | 9  | 11 | Rit | 10 | Rit | 8  | 14 | Rit |  |  |  |  | 121   | 8º   |

| Anno | Moto               | Gomme | Piloti          |    |    |    |     |     |    |    |    |    |     |     |    |    |     |     |     |    |     |  |  |  |  | Punti | Pos. |
| ---- | ------------------ | ----- | --------------- | -- | -- | -- | --- | --- | -- | -- | -- | -- | --- | --- | -- | -- | --- | --- | --- | -- | --- |  |  |  |  | ----- | ---- |
| 2014 | Ducati Desmosedici | B     | Andrea Iannone  | 10 | 7  | 6  | Rit | Rit | 7  | 9  | 6  | 5  | Rit | 5   | 8  | 5  | Rit | 6   | Rit | NP | 22  |  |  |  |  | 155   | 6º   |
| 2014 | Ducati Desmosedici | B     | Yonny Hernández | 12 | 13 | 12 | 14  | 13  | 10 | 11 | 19 | 17 | Rit | Rit | 11 | 10 | 15  | Rit | 11  | 7  | Rit |  |  |  |  | 155   | 6º   |

| Anno | Moto               | Gomme | Piloti          |    |     |     |    |    |    |     |    |    |    |    |     |     |     |     |    |    |    |  |  |  |  | Punti | Pos. |
| ---- | ------------------ | ----- | --------------- | -- | --- | --- | -- | -- | -- | --- | -- | -- | -- | -- | --- | --- | --- | --- | -- | -- | -- |  |  |  |  | ----- | ---- |
| 2015 | Ducati Desmosedici | B     | Yonny Hernández | 10 | Rit | Rit | 10 | 8  | 10 | Rit | 14 | 12 | 12 | 11 | Rit | Rit | 10  | 14  | 17 | 12 | 13 |  |  |  |  | 169   | 6º   |
| 2015 | Ducati Desmosedici | B     | Danilo Petrucci | 12 | 10  | 11  | 12 | 10 | 9  | 9   | 11 | 9  | 10 | 10 | 2   | 6   | Rit | Rit | 12 | 6  | 10 |  |  |  |  | 169   | 6º   |

| Anno | Moto               | Gomme | Piloti          |    |     |     |     |     |     |    |     |     |    |    |    |    |    |   |   |    |    |  |  |  |  | Punti | Pos. |
| ---- | ------------------ | ----- | --------------- | -- | --- | --- | --- | --- | --- | -- | --- | --- | -- | -- | -- | -- | -- | - | - | -- | -- |  |  |  |  | ----- | ---- |
| 2016 | Ducati Desmosedici | M     | Danilo Petrucci | NP | Inf | Inf | Inf | 7   | 8   | 9  | Rit | Rit | 11 | 7  | 9  | 11 | 17 | 8 | 9 | 10 | 12 |  |  |  |  | 161   | 6º   |
| 2016 | Ducati Desmosedici | M     | Michele Pirro   |    | 12  | 8   | 16  |     |     |    |     |     |    |    |    |    |    |   |   |    |    |  |  |  |  | 161   | 6º   |
| 2016 | Ducati Desmosedici | M     | Scott Redding   | 10 | Rit | 6   | 19  | Rit | Rit | 16 | 3   | 4   | 8  | 15 | 17 | 15 | 19 | 9 | 7 | 15 | 14 |  |  |  |  | 161   | 6º   |

| Anno | Moto               | Gomme | Piloti          |     |   |    |    |     |    |     |     |    |    |     |     |   |    |    |    |    |     |  |  |  |  | Punti | Pos. |
| ---- | ------------------ | ----- | --------------- | --- | - | -- | -- | --- | -- | --- | --- | -- | -- | --- | --- | - | -- | -- | -- | -- | --- |  |  |  |  | ----- | ---- |
| 2017 | Ducati Desmosedici | M     | Danilo Petrucci | Rit | 7 | 8  | 7  | Rit | 3  | Rit | 2   | 12 | 7  | Rit | Rit | 2 | 20 | 3  | 21 | 6  | 13  |  |  |  |  | 188   | 5º   |
| 2017 | Ducati Desmosedici | M     | Scott Redding   | 7   | 8 | 12 | 11 | Rit | 12 | 13  | Rit | 20 | 16 | 12  | 8   | 7 | 14 | 16 | 11 | 13 | Rit |  |  |  |  | 188   | 5º   |

| Anno | Moto               | Gomme | Piloti          |    |    |    |   |   |     |     |     |    |    |    |    |    |   |    |     |    |   |     |  |  |  | Punti | Pos. |
| ---- | ------------------ | ----- | --------------- | -- | -- | -- | - | - | --- | --- | --- | -- | -- | -- | -- | -- | - | -- | --- | -- | - | --- |  |  |  | ----- | ---- |
| 2018 | Ducati Desmosedici | M     | Danilo Petrucci | 5  | 10 | 12 | 4 | 2 | 7   | 8   | Rit | 4  | 6  | 5  | AN | 11 | 7 | 9  | 9   | 12 | 9 | Rit |  |  |  | 235   | 5º   |
| 2018 | Ducati Desmosedici | M     | Jack Miller     | 10 | 4  | 9  | 6 | 4 | Rit | Rit | 10  | 14 | 12 | 18 | AN | 18 | 9 | 10 | Rit | 7  | 8 | Rit |  |  |  | 235   | 5º   |

| Anno | Moto               | Gomme | Piloti            |     |    |   |     |     |     |     |    |    |    |     |    |     |    |    |    |   |    |    |  |  |  | Punti | Pos. |
| ---- | ------------------ | ----- | ----------------- | --- | -- | - | --- | --- | --- | --- | -- | -- | -- | --- | -- | --- | -- | -- | -- | - | -- | -- |  |  |  | ----- | ---- |
| 2019 | Ducati Desmosedici | M     | Jack Miller       | Rit | 4  | 3 | Rit | 4   | Rit | 5   | 9  | 6  | 3  | Rit | 8  | 9   | 3  | 14 | 10 | 3 | 8  | 3  |  |  |  | 219   | 6º   |
| 2019 | Ducati Desmosedici | M     | Francesco Bagnaia | Rit | 14 | 9 | Rit | Rit | Rit | Rit | 14 | 17 | 12 | 7   | 11 | Rit | 16 | 11 | 13 | 4 | 12 | NP |  |  |  | 219   | 6º   |

| Anno | Moto               | Gomme | Piloti            |    |   |     |    |     |     |   |     |   |     |     |     |     |    |     |  |  |  |  |  |  |  | Punti | Pos. |
| ---- | ------------------ | ----- | ----------------- | -- | - | --- | -- | --- | --- | - | --- | - | --- | --- | --- | --- | -- | --- |  |  |  |  |  |  |  | ----- | ---- |
| 2020 | Ducati Desmosedici | M     | Jack Miller       | NE | 4 | Rit | 9  | 3   | 2   | 8 | Rit | 5 | Rit | 9   | Rit | 6   | 2  | 2   |  |  |  |  |  |  |  | 183   | 5º   |
| 2020 | Ducati Desmosedici | M     | Francesco Bagnaia | NE | 7 | Rit | NP | Inf | Inf | 2 | Rit | 6 | 13  | Rit | Rit | Rit | 11 | Rit |  |  |  |  |  |  |  | 183   | 5º   |
| 2020 | Ducati Desmosedici | M     | Michele Pirro     | NE |   |     |    | 12  | 20  |   |     |   |     |     |     |     |    |     |  |  |  |  |  |  |  | 183   | 5º   |

| Anno | Moto               | Gomme | Piloti        |    |   |     |     |     |     |    |    |     |   |     |     |    |     |     |     |   |   |  |  |  |  | Punti | Pos. |
| ---- | ------------------ | ----- | ------------- | -- | - | --- | --- | --- | --- | -- | -- | --- | - | --- | --- | -- | --- | --- | --- | - | - |  |  |  |  | ----- | ---- |
| 2021 | Ducati Desmosedici | M     | Johann Zarco  | 2  | 2 | Rit | 8   | 2   | 4   | 2  | 8  | 4   | 6 | Rit | 11  | 17 | 12  | Rit | 5   | 5 | 6 |  |  |  |  | 288   | 4º   |
| 2021 | Ducati Desmosedici | M     | Jorge Martín  | 15 | 3 | NP  | Inf | Inf | Inf | 14 | 12 | Rit | 1 | 3   | Rit | 9  | Rit | 5   | Rit | 7 | 2 |  |  |  |  | 288   | 4º   |
| 2021 | Ducati Desmosedici | M     | Esteve Rabat  |    |   |     | 18  | 15  |     |    |    |     |   |     |     |    |     |     |     |   |   |  |  |  |  | 288   | 4º   |
| 2021 | Ducati Desmosedici | M     | Michele Pirro |    |   |     |     |     | 13  |    |    |     |   |     |     |    |     |     |     |   |   |  |  |  |  | 288   | 4º   |

| Anno | Moto               | Gomme | Piloti       |     |     |     |   |     |     |     |    |   |   |    |     |    |     |   |    |   |   |     |     |  |  | Punti | Pos. |
| ---- | ------------------ | ----- | ------------ | --- | --- | --- | - | --- | --- | --- | -- | - | - | -- | --- | -- | --- | - | -- | - | - | --- | --- |  |  | ----- | ---- |
| 2022 | Ducati Desmosedici | M     | Johann Zarco | 8   | 3   | Rit | 9 | 2   | Rit | 5   | 4  | 3 | 2 | 13 | Rit | 5  | Rit | 8 | 11 | 4 | 8 | 9   | Rit |  |  | 318   | 4º   |
| 2022 | Ducati Desmosedici | M     | Jorge Martín | Rit | Rit | 2   | 8 | Rit | 22  | Rit | 13 | 2 | 6 | 7  | 5   | 10 | 9   | 6 | 3  | 9 | 7 | Rit | 3   |  |  | 318   | 4º   |

| Anno | Moto               | Gomme | Piloti       |      |    |      |      |    |    |    |     |    |    |    |    |    |      |      |   |     |     |     |      |  |  | Punti | Pos. |
| ---- | ------------------ | ----- | ------------ | ---- | -- | ---- | ---- | -- | -- | -- | --- | -- | -- | -- | -- | -- | ---- | ---- | - | --- | --- | --- | ---- |  |  | ----- | ---- |
| 2023 | Ducati Desmosedici | M     | Johann Zarco | 48   | 2  | 7    | Rit8 | 36 | 34 | 35 | Rit | 94 | 13 | 48 | 10 | 6  | Rit5 | Rit  | 1 | 109 | 128 | 12  | 29   |  |  | 653   | 1º   |
| 2023 | Ducati Desmosedici | M     | Jorge Martín | Rit2 | 58 | Rit3 | 4    | 21 | 23 | 1  | 56  | 6  | 73 | 35 | 1  | 21 | 1    | Rit1 | 5 | 1   | 42  | 101 | Rit1 |  |  | 653   | 1º   |

| Anno | Moto               | Gomme | Piloti            |    |    |     |      |   |     |    |   |      |    |    |   |      |    |    |    |    |      |     |    |  |  | Punti | Pos. |
| ---- | ------------------ | ----- | ----------------- | -- | -- | --- | ---- | - | --- | -- | - | ---- | -- | -- | - | ---- | -- | -- | -- | -- | ---- | --- | -- |  |  | ----- | ---- |
| 2024 | Ducati Desmosedici | M     | Jorge Martín      | 31 | 13 | 43  | Rit1 | 1 | 24  | 3  | 2 | Rit1 | 2  | 2  | 2 | 151  | 2  | 1  | 24 | 21 | 2    | 21  | 3  |  |  | 681   | 2º   |
| 2024 | Ducati Desmosedici | M     | Franco Morbidelli | 18 | 18 | Rit | Rit4 | 7 | Rit | 64 | 9 | 5    | 10 | 86 | 6 | Rit3 | 59 | 45 | 5  | 65 | Rit6 | 146 | 86 |  |  | 681   | 2º   |

| Anno | Moto          | Gomme | Piloti            |    |    |     |     |     |     |    |    |     |     |     |    |    |  |  |  |  |  |  |  |  |  | Punti | Pos. |
| ---- | ------------- | ----- | ----------------- | -- | -- | --- | --- | --- | --- | -- | -- | --- | --- | --- | -- | -- |  |  |  |  |  |  |  |  |  | ----- | ---- |
| 2025 | Yamaha YZR-M1 | M     | Jack Miller       | 11 | 11 | 5   | Rit | Rit | Rit | 79 | 14 | Rit | 14  | 85  | 10 | 18 |  |  |  |  |  |  |  |  |  | 61    |      |
| 2025 | Yamaha YZR-M1 | M     | Miguel Oliveira   | 14 | NP | Inf | Inf | Inf | Rit | 16 | 15 | 13  | Rit | Rit | 17 | 17 |  |  |  |  |  |  |  |  |  | 61    |      |
| 2025 | Yamaha YZR-M1 | M     | Augusto Fernández |    |    | 13  | Rit | 16  |     |    |    |     |     |     |    |    |  |  |  |  |  |  |  |  |  | 61    |      |

| Legenda | 1º posto        | 2º posto            | 3º posto            | A punti      | Senza punti        | Grassetto – Pole position Corsivo – Giro più veloce |
| Legenda | Gara non valida | Non qual./Non part. | Ritirato/Non class. | Squalificato | '-' Dato non disp. | Grassetto – Pole position Corsivo – Giro più veloce |

### Palmarès
- Titoli mondiali piloti: 1

MotoGP 2024 -  Jorge Martin
- Titoli mondiali team: 1

MotoGP 2023
- Titoli mondiali team Indipendenti: 5

MotoGP 2018
MotoGP 2021
MotoGP 2022
MotoGP 2023
MotoGP 2024